# Achental (Tirol)

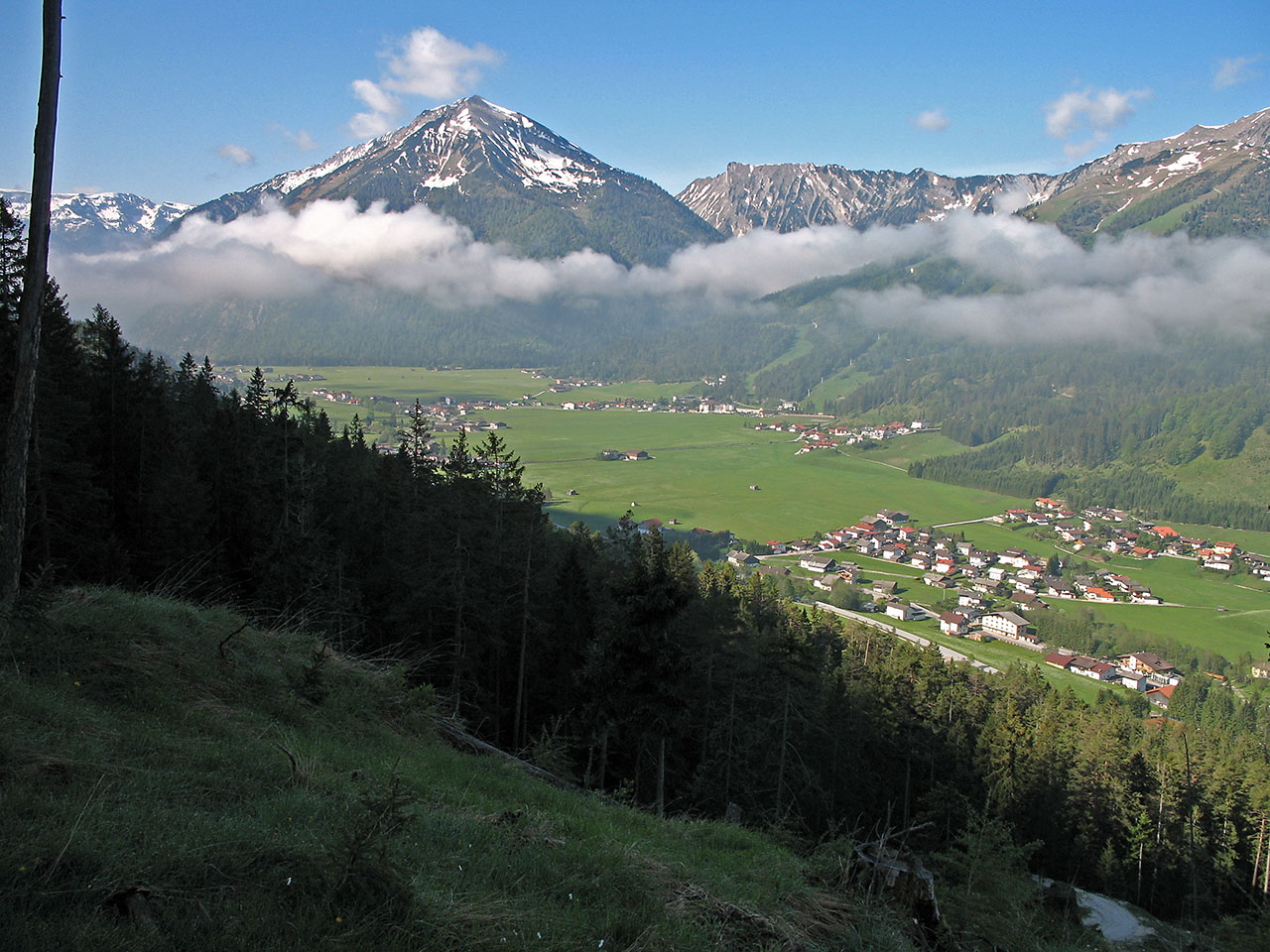
Das Achental bei Achenkirch

Das Achental ist ein Tal, das das Unterinntal in Tirol, Österreich, mit dem Isartal in Bayern verbindet. Es trennt das Karwendelgebirge im Westen vom Rofan, einem Teil der Brandenberger Alpen im Osten und dem Mangfallgebirge im Norden.

## Geographie
Das Achental ist nicht mit dem ca. 60 km weiter östlich gelegenen Achental in Bayern zu verwechseln. Es umfasst den 9 km langen Achensee, der heute das gleichnamige Kraftwerk speist und somit hauptsächlich zum Inn entwässert, und die Seeache, den ursprünglichen Abfluss zur Isar. Es verläuft vom Achensee in nördlicher bis nordwestlicher Richtung bis zum Sylvenstein-Stausee der Isar. Rund 2 km südlich des Achensees fällt das Tal steil um rund 400 Höhenmeter ins Inntal ab. Kurz hinter dem Oberende des Achensees verläuft auch die ursprüngliche Wasserscheide zwischen Inn und Isar mit dem Wankratbach zum Achensee und dem Kasbach zum Inn.
Die Gemeinden im Achental sind Achenkirch (die Gemeinde trug bis 1971 den Namen Achental) mit dem Ortsteil Achenwald sowie Eben am Achensee mit den Ortsteilen Pertisau und Maurach. Durch das Achental führt die von Wiesing kommende Bundesstraße 181, die kurz vor der deutschen Grenze das Achental verlässt und über den Achenpass in Bayern nach Wildbad Kreuth und zum Tegernsee weiterführt. Von Jenbach aus klettert die Achensee-Zahnradbahn durch das Kasbachtal zum Südufer des Sees.
Das Achental bildet einen Planungsverband des Landes Tirol, der die Gemeinden Achenkirch, Eben am Achensee und Steinberg am Rofan mit zusammen 6093 Einwohnern (Stand 1. Jänner 2024) und einer Fläche von 379 km² (davon 4,4 % Dauersiedlungsraum) umfasst.

## Geschichte
Das Tal wird um 1140 erstmals urkundlich erwähnt, als die Herren von Schlitters, Lehensleute der Grafen von Andechs, lacus et locus, qui Emmaus appellatur („See und Gegend, die Emmaus genannt werden“) dem Kloster Georgenberg übertrugen. Der Name „Emaus“ war eine Erfindung der Mönche in Anlehnung an den biblischen Ort. Der heutige Name erscheint in den Urkunden zuerst in der Form Achene und Vallis Achen (Achental), im 14. Jahrhundert wird es auch einmal als Sant Jörgental bezeichnet. Der Name Achental selbst taucht erstmals um 1500 im Fischereibuch Kaiser Maximilians I. auf.
Das Tal bildete früher einen der Haupttransportwege (über den Achenpass nach München) für das Salz aus dem Abbau bei Hall in Tirol.